# 1,2-dikloroetan
1,2-dikloretan oz. 1,2-dikloroetan je brezbarvna, oljnata in zelo hlapna tekočina s sladkim okusom in sladkastim vonjem, ki spominja na kloroform, s kemijsko formulo C2H4Cl2. 
Je umetna spojina, ki jo najpogosteje pridobivajo z reakcijo etena in klora, ki jo katalizira železov(III) klorid. Letno v Evropi, ZDA in na Japonskem proizvedejo skoraj 20 milijonov ton te snovi, 80 % česar se uporabi v proizvodnji vinilklorida, prekurzorja polivinilklorida (PVC). Uporaben je tudi v sintezi drugih organskih spojin, npr. etilendiamina, in kot topilo.

## Nevarnosti
Snov je toksična (posebej ob vdihavanju zaradi lahke hlapnosti), korozivna in lahko vnetljiva, verjetno tudi kancerogena. Hlapi v visokih koncentracijah delujejo narkotično. Tekočina in hlapi dražijo oči in kožo, ob kronični izpostavljenosti povzročajo dermatitis.
Toksičnost: 
- LD50(oralno, podgana): 670 mg/kg
- LDL0 (oralno, človek): 286 mg/kg
- LC50 (inhal., podgana): 1000 ppm/7h

1,2-dikloretan je mikrobno slabo razgradljiv, njegova razpolovna doba v anoksičnih vodnih telesih je 50 let. Zaradi dobre topnosti in množične proizvodnje je v industrijskih okoljih pomembno onesnažilo (predvsem v podtalnici), katerega čiščenje je izredno zahtevno.